# 丹陽郡

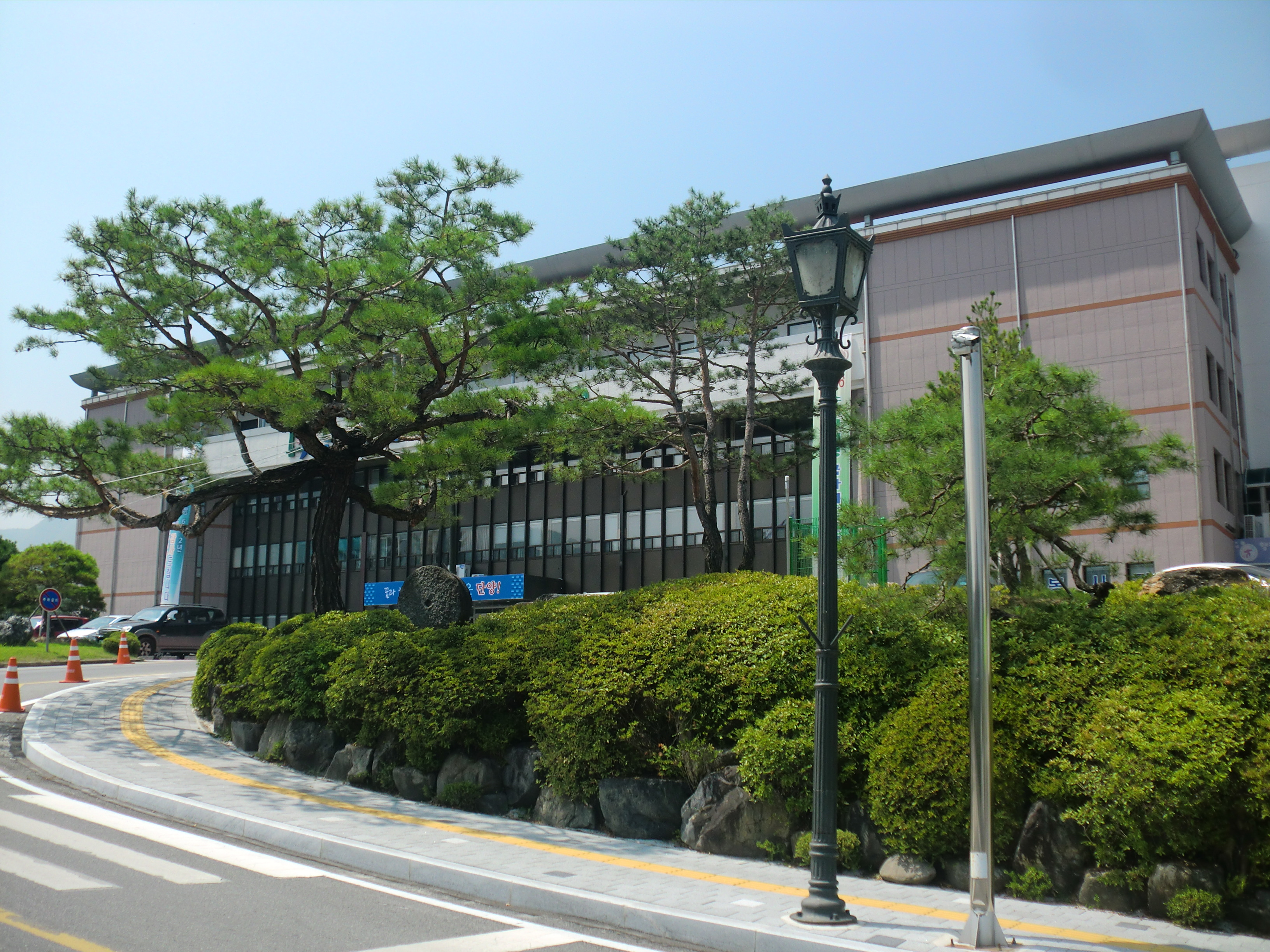
丹陽郡庁

丹陽郡（タニャンぐん、たんようぐん）は、大韓民国忠清北道の北東部にある郡である。北部を江原特別自治道と接しており、南部を慶尚北道と接している。
2025年、ユネスコ世界ジオパークに指定された。

## 歴史
- 1914年4月1日 - 郡面併合により、丹陽郡・永春郡が合併し、丹陽郡が発足。[3]丹陽郡に以下の面が成立。（9面）
  - 鳳化面・大興面・金岡面・梅浦面・赤城面・永春面・車衣谷面・佳谷面・魚上川面

| 朝鮮総督府令第111号                                          |            |
| 旧行政区域                                                   | 新行政区域 |
| 丹陽郡邑内面、西面                                           | 鳳化面     |
| 丹陽郡南面                                                   | 大興面     |
| 丹陽郡東面                                                   | 金崗面     |
| 丹陽郡北一面、北二面                                         | 梅浦面     |
| 丹陽郡所也面、造山面                                         | 赤城面     |
| 永春郡郡内面、東面                                           | 永春面     |
| 永春郡車衣谷面                                               | 車衣谷面   |
| 永春郡佳野面の一部（大田、徳文谷、栗谷、方北、沈谷）、大谷面 | 佳谷面     |
| 永春郡佳野面の一部（佳大、徳泉、麗川）、魚上川面             | 魚上川面   |
- 1917年（7面）[4]
  - 鳳化面が丹陽面に改称。
  - 大興面・金崗面が合併して大崗面が発足。
  - 車衣谷面が永春面に編入。
- 1946年 - 永春面香山里が佳谷面に編入。（1邑6面）
- 1976年10月1日 - 永春面別芳出張所が設置。[5]
- 1979年5月1日 - 丹陽面が丹陽邑に昇格。[6]（1邑6面）
- 1980年12月1日 - 梅浦面が梅浦邑に昇格。[7]（2邑5面）
- 1985年
  - 6月1日 - 丹陽邑旧丹陽出張所が設置。[8]
  - 7月15日 - 忠州ダム建設に伴い郡庁が現在の位置に移転。（梅浦邑の一部が丹陽邑に編入。）（2邑5面）
  - 11月1日 - 赤城面角基出張所が設置。[9]
- 1987年1月1日（2邑5面）[10]
  - 魚上川面紫作里が堤川市に編入。
  - 魚上川面金山里が梅浦邑に編入。
- 1989年1月1日 - 大崗面の一部が丹陽邑に編入。[11]（2邑5面）
- 1992年1月1日 - 丹陽邑旧丹陽出張所[12]が丹城面に昇格。[13][14]（2邑6面）

## 行政

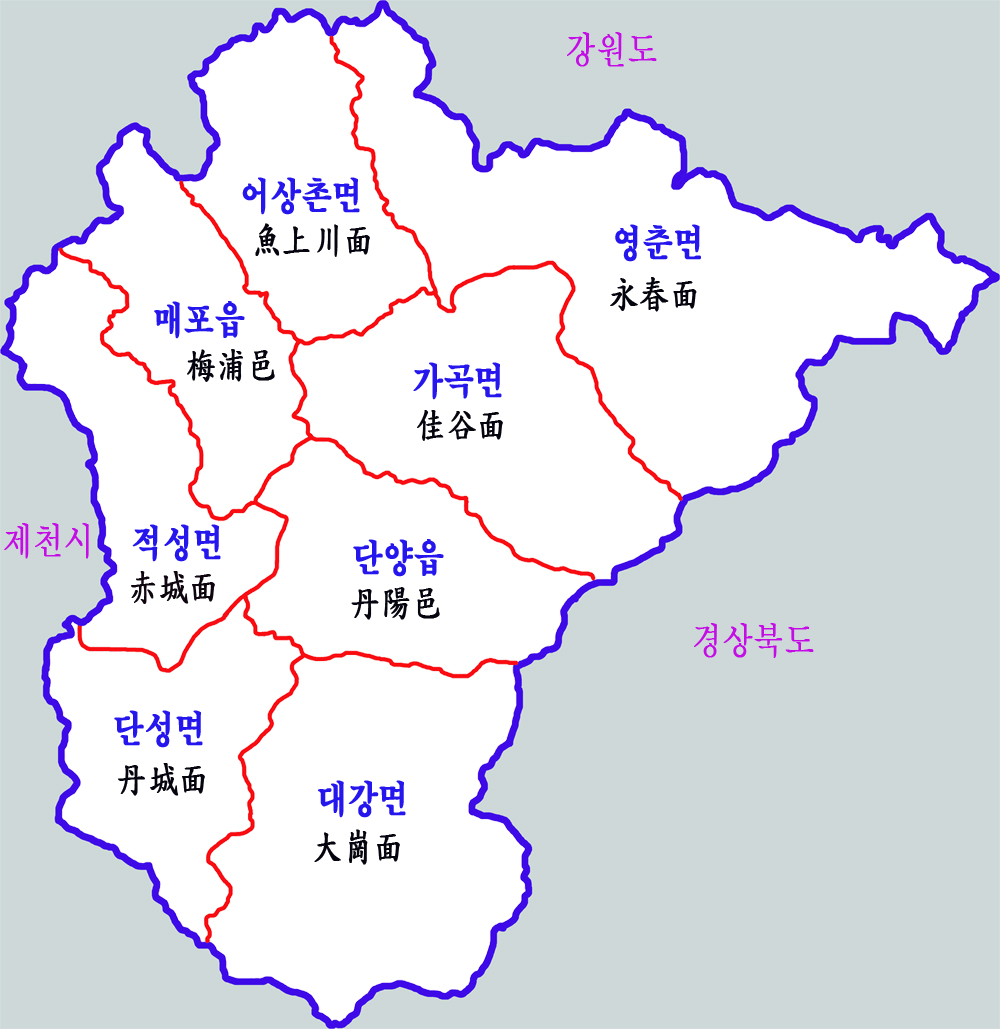
行政区域図

### 行政区域
| 邑・面   | 法定里 |
| -------- | --- |
| 丹陽邑   | 古薮里、金谷里、基村里、芦洞里、徳尚里、島潭里、道田里、磨造里、別谷里、上津里、水村里、深谷里、獐峴里、甑島里、泉洞里、玄川里、後谷里                       |
| 梅浦邑   | 佳坪里、高陽里、金山里、道谷里、梅浦里、三谷里、上槐里、上詩里、安東里、令泉里、友徳里、ウンシル里、坪洞里、下槐里、下詩里                                   |
| 丹城面   | 佳山里、高坪里、大岑里、斗項里、伐川里、北上里、北下里、上坊里、陽堂里、外中坊里、長淮里、中坊里、下坊里、桧山里                                             |
| 大崗面   | 槐坪里、南造里、南泉里、堂洞里、徳村里、斗音里、無愁川里、未老里、傍谷里、寺洞里、舎人岩里、城金里、新邱里、兀山里、龍夫院里、長林里、長亭里、稷峙里、黄庭里 |
| 佳谷面   | 佳大里、大々里、徳泉里、宝発里、沙坪里、於衣谷里、麗川里、香山里                                                                                             |
| 永春面   | 南川里、東大里、満宗里、栢子里、別芳里、沙而谷里、斜只院里、上里、吾賜里、龍津里、遊岩里、儀豊里、長発里、下里                                               |
| 魚上川面 | 大田里、徳文谷里、方北里、深谷里、石橋里、連谷里、栗谷里、任県里                                                                                             |
| 赤城面   | 角基里、基洞里、大加里、上里、上遠谷里、城谷里、所也里、艾谷里、波浪里、下里、下遠谷里、下津里、玄谷里                                                       |

### 警察
- 丹陽警察署

### 消防
- 堤川消防署
  - 丹陽119安全センター
  - 梅浦119安全センター

## 交通

### 鉄道
- 中央線
  - 三谷駅 - 嶋潭駅 - 丹陽駅

### 高速道路
- 中央高速道路
  - 丹陽インターチェンジ - 丹陽サービスエリア -  北丹陽インターチェンジ

## 観光
- 丹陽八景
- 丹陽第二八景
- 国民の力